# Robin Sjögren (styrkelyftare)
Robin Sjögren, född 1987, är en svensk styrkelyftare tävlande för Örebro Kraftsportklubb i +125-kilosklassen. Sjögren vann Junior-SM 2009 och 2010.